# Stazione di Marone
La stazione di Marone della Società Subalpina Imprese Ferroviarie (SSIF) è una fermata ferroviaria della ferrovia Locarno-Domodossola ("Vigezzina").